# 帕薩赫縣
帕薩赫縣（西班牙語：Cantón Pasaje），是厄瓜多爾的縣份，位於該國南部，由埃爾奧羅省負責管轄，始建於1894年11月1日，面積451平方公里，海拔高度550米，2013年人口81,897，人口密度為每平方公里0.18人。